# Shock de Détroit
Le Shock de Détroit (en anglais : Detroit Shock, « le Choc de Détroit ») était une franchise de basket-ball féminin de la ville de Détroit, membre de la WNBA. Le club était associé au club de la NBA des Pistons de Détroit, entraîné d'ailleurs par une ancienne star des Pistons, Bill Laimbeer. En 2010, il déménage à Tulsa et est renommé en Shock de Tulsa, puis en 2015 en Wings de Dallas.

## Historique

### Logos

Évolution du logo
Logo de 1997 à 2002.
Logo de 2003 à 2009.

## Palmarès
- Champion de la WNBA : 2003, 2006, 2008
- Champion conférence Est : 2003, 2006
- 5 apparitions en séries éliminatoires : 1999, 2003, 2004, 2005, 2006

## Joueuses célèbres
- Cláudia das Neves
- Anna DeForge
- Barbara Farris
- Ruth Riley
- Katie Smith